# 王鉷
王 鉷（おう きょう、? - 天宝11載（752年））は、唐代玄宗期に経済手腕と権勢を振るった官僚。本貫は太原郡祁県。高宗期の名将の王方翼（王秉の曾孫）の孫。中書舎人の王瑨の庶子。兄は王錫、異母弟は王銲。妻は薛氏。子は衛尉少卿の王準と王偁ら。

## 経歴
開元10年（722年）、県尉となり、京兆尹の判官となる。開元24年（736年）、父の従兄弟にあたる楊慎矜の推薦によって、監察御史となる。開元29年（741年）、侍御史となる。天宝2年（743年）、京和市和糴使・戸部郎中に昇進する。この頃、唐の宗室の身分で宰相の李林甫は、皇太子の李亨と対立しており、反対勢力の排除を考えていたため、官吏として才幹があり、利によって動く王鉷と手を結び、その関係を深めたと伝えられる。
天宝3載（744年）、京兆尹の韓朝宗が事件を起こしたため、その詮議を命じられる。韓朝宗は左遷され、王鉷は長春宮使を兼ねる。
天宝4載（745年）、戸口色役使に就任。百姓を故郷に帰す勅命を費用がかさむ理由で、取りやめにした。また、輸送業者から税をとり、税納が高い家に輸送を義務づけ、防人の実際は死亡しながら、戸籍上は死亡していない家の分の税をさかのぼって徴収するなどの行為により、多大な税収を上げた。その収斂によって、数多くの家が破産した。
王鉷は、玄宗が臣下に恩賞を与えるのに、宮中の蔵から出すのをいやがっているのを読みとり、「これは正式な税からではなく、外からとったものである」として収奪した分を献上したため、玄宗から富国の術あるものとして重用されたと伝えられる。それにより、御史中丞・京畿採訪使に就任した。楊貴妃のまたいとこであった楊国忠も彼の配下となり、判官として取り立てている。
天宝5載（746年）、関内道黜陟使・関内採訪使となる。楊慎矜・吉温とともに、李林甫の政敵の韋堅・皇甫惟明の詮議に加わり、二人は左遷させられる。だが、王鉷は、楊慎矜が自分を甥扱いして呼び捨てにすることから元から不満があったところに、楊慎矜がこの事件で中立的な立場を守ろうとしたために、彼を憎んだと伝えられる。さらに、楊慎矜が自分の職田を奪い、母の身分が低いことを人に語ったため、仲違いをすることになった。
天宝6載（747年）に、楊慎矜の謀反の噂を流し、李林甫と共謀したため、楊慎矜は自殺を命じられた。天宝7載（748年）、戸部侍郎となる。天宝8載（749年）、さらに多くの使職を兼ねる。太白山人の李渾が、金星洞に霊符があると上言したため、王鉷が入山してこれを得る。そのため、銀青光禄大夫が加えられる。
天宝9載（750年）、京兆尹・御史大夫に任じられ、20以上の使職を兼ねる。王鉷の権勢は増し、自宅の近くに作った使院には、一字の署名をもらうために胥吏が何日も並び、玄宗からの賜物の使者が絶え間なく来た。その権勢は、李林甫すらはばかるほどで、李林甫の子の李岫さえ王鉷の子の王準に対して、常にへりくだっていた。また、県尉の韋黄裳と賈季隣は、王準のために、銭・倡妓・珍品を常に準備していたと伝えられる。しかし、王鉷自身は李林甫に謙虚な態度をとっていたので、彼に排斥されることはなかった。
同年、弟の王銲が術士の任海川に不軌なことをたずね、任海川が逃亡したため、事が漏れることを恐れ、他のことにかこつけて、杖殺させる。また、任王府司馬の韋会がこの事件を自分の庭で語っていたため、賈季隣に命じて、獄に入れ、絞殺させた。
天宝10載（751年）、太原県公に封じられ、殿中監を兼ねる。しかし、天宝11載（752年）、王銲と邢縡が謀反を計画し、王銲は捕らえられ、邢縡が高力士の軍と戦い、死ぬ事件があった。玄宗が楊国忠をつかわして諭したにもかかわらず、王鉷は玄宗の意に反し、王銲をかばって告発しなかった。楊国忠と陳希烈が王鉷を謀反の罪で告発し、詮議にこの二人があたり、任海川や韋会らの事件がみな暴露された。そのため李林甫の取りなしがあったにかかわらず、王鉷は賜死を命じられた。
王鉷と交流があった侍御史の裴冕が死体を引き取りにきたため、楊国忠はこれを許した。子の王準と王偁は流刑になった上で処刑された。妻の薛氏ら家族もまた、流刑となった。

## 逸話
- 庶子であったが、嫡母（父の正妻）に孝行を尽くし、弟の王銲に友愛をもって接していた。
- 兄の王錫は仕官するのを断っていたが、王鉷に迫られ、太子僕に就任していた。王鉷の死後、左遷させられてその道中で死んだため、時人は悼んだ。
- 死後、没収された財産を記録するのに、数日かけても終わらなかった。
- 彼の庭には「自雨亭」という屋根の上に水を引き、その軒から雨のように水を降らせ、夏でも相当に涼しい小さな亭があったと伝えられる。

## 伝記資料
- 『旧唐書』巻百五 列伝第五十五「王鉷伝」
- 『新唐書』巻百三十四 列伝第五十九「王鉷伝」
- 『資治通鑑』